# Ludwig Apfelbeck
Ludwig Apfelbeck (Knittelfeld, 19 agosto 1903 – Graz, 5 marzo 1987) è stato un ingegnere austriaco in campo motoristico.

## Biografia
Fin dal 1939, Ludwig Apfelbeck lavorò per BMW nello sviluppo delle distribuzioni per le testate dei motori a 4 tempi. Apfelbeck sviluppò un sistema che differiva dagli altri disegni di motori a 4 valvole per l'opposizione di valvole della stessa funzione e per condotti di aspirazione verticali rispetto alla camera di combustione, in modo da ottenere un migliore riempimento del cilindro e migliori condizioni termiche allo stesso tempo. Questo tipo di testata prese il suo nome e quindi viene chiamata "Testata Apfelbeck". Dopo la seconda guerra mondiale Apfelback lavorò presso la Horex (1952), poi per la Maico (1955) e infine per la KTM, che nel 1957 lasciò per rientrare alla BMW, ove lavorò nell'incremento delle prestazioni dei motori della casa bavarese.
Per questo scopo voleva utilizzare un suo brevetto del 1935 dimostrando al banco prova che per ottenere maggiore potenza erogata era necessario cambiare l'azionamento delle valvole. Questo suo ruolo venne però interrotto dall'arrivo del giovane ingegnere Paul Rosche. 
Nel 1965 il "Motore Apfelbeck" raggiunse 129 cavalli litro sul banco prova. Questo per BMW significava essere ai vertici delle competizioni su monoposto. Inoltre in futuro testate di tipo Apfelbeck furono utilizzate per stabilire numerosi record di velocità.
| Controllo di autorità | VIAF (EN) 30093030 · ISNI (EN) 0000 0000 0962 6078 · GND (DE) 109076192 |